# Bildtelefon

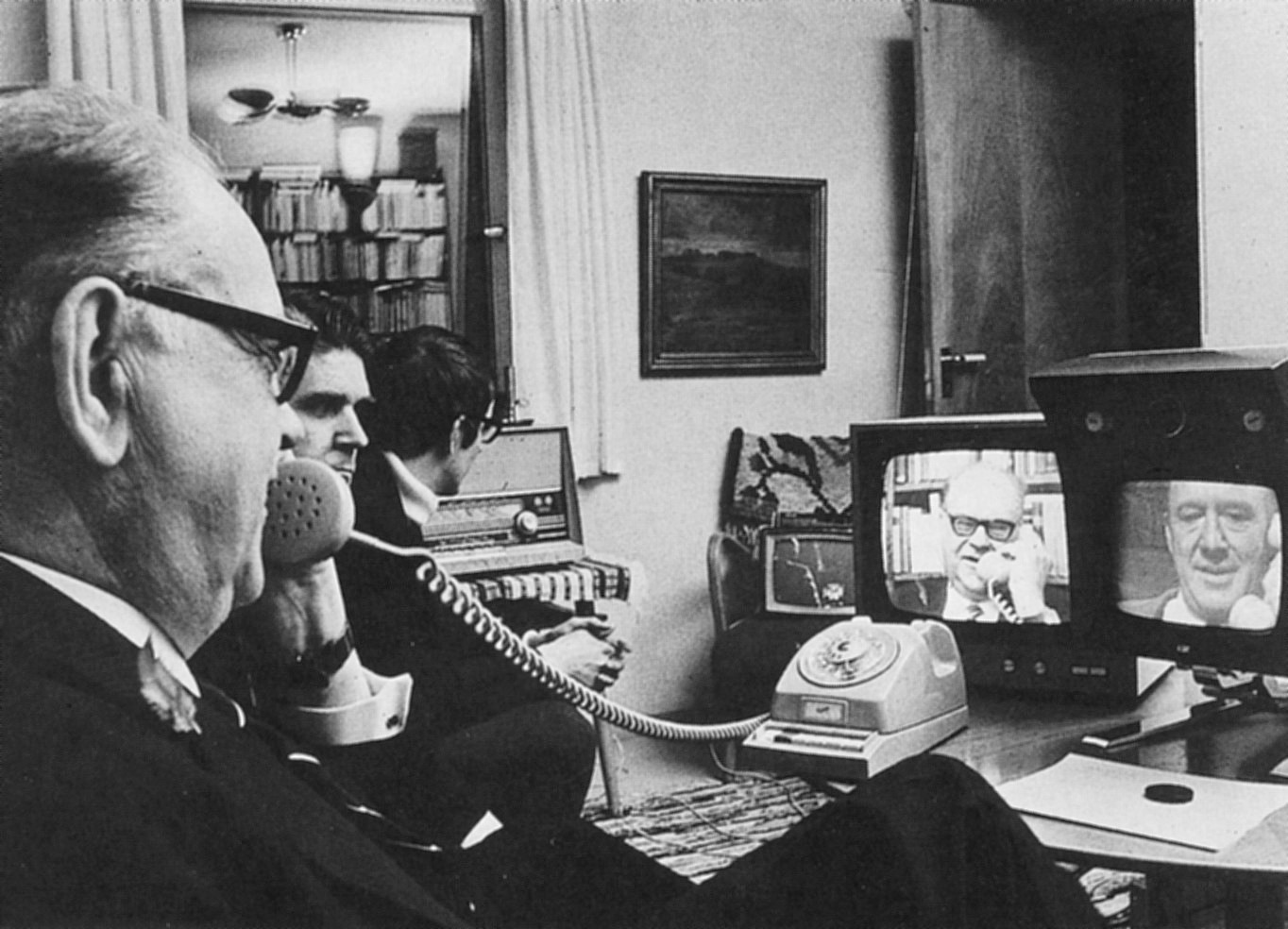
Tage Erlander provar en prototyp av bildtelefonen i slutet av 1960-talet

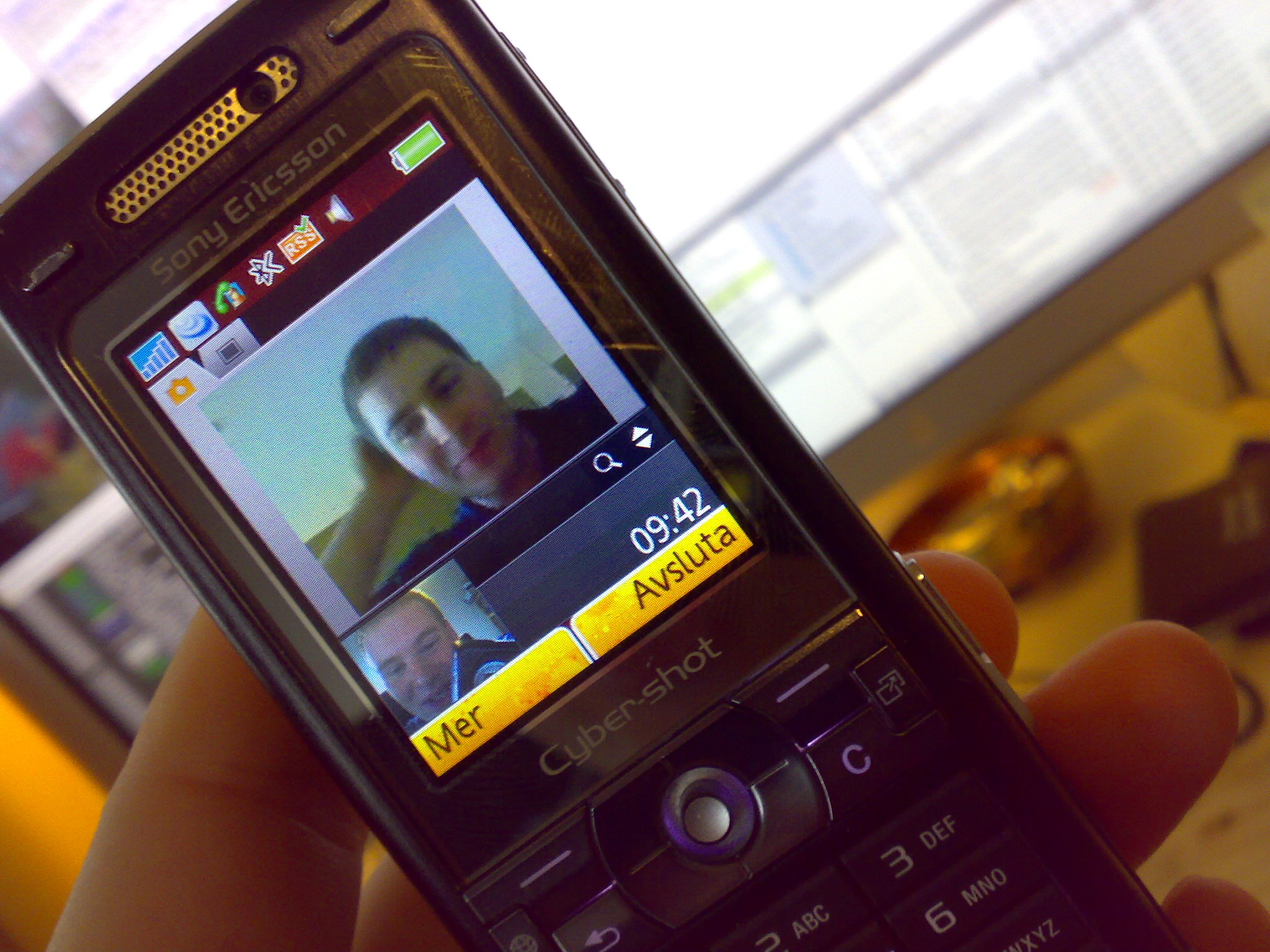
Ett videosamtal mellan Sverige och Singapore med en mobiltelefon.

Bildtelefon är en telefon med en bildskärm och kamera, vilket gör att man kan se den man talar med. Det finns olika typer av bildtelefoner, där de nyaste använder IP-baserad kommunikation. Bildtelefon är ett äldre begrepp som i internetåldern i stort sett ersatts av olika tjänster kopplade till persondatorer med webbkamera, surfplattor och smartmobiler. Med dessa kan man koppla upp sig i videosamtal och videomöten.

## Tekniker

### Videotelefoni
Eftersom det publika telefonnätet i allmänhet inte erbjuder tillräcklig kapacitet kopplas videosamtal i allmänhet över Internet (IP-telefoni) eller, då frekvenserna tillgängliga för mobiltelefon utökades genom 3G (som dessutom tillåter kretskoppling för videosamtal), med mobiltelefoner.

### Videochatt
Videochatt är en chatt med videosamtal. Videosamtalet sker då inte direkt via det allmänna telenätet, utan via ett nätverk som till exempel internet, och kräver tillgång till en chattjänst eller en chattprogramvara. Ofta finns det möjlighet att textchatta (konversera med text) samtidigt.

## Historik
Före datorns och mobiltelefonens introduktion användes särskilda bildtelefoner främst av företag. Det finns även möjlighet till videosamtal via vissa porttelefoner och elektroniska barnvakter.
Under en kort tid på 1970-talet gjordes fältförsök i Stockholm med Ericssons bildtelefon. Det var ett samarbetsprojekt mellan Televerket och LM Ericsson som pågick mellan 1972 och 1974. Det blev dock aldrig en kommersiell framgång. Anläggningen var för dyr för privatpersoner och överföringarna krävde mycket bandbredd i nätet. Tekniken var genomgående analog.
För dagens bildtelefoni används i regel internet som garanterar hög bildkvalitet och att bild och ljud är i det närmaste synkron. Modern bildtelefoni, både fast och mobil har därför blivit mycket populärt bland teckenspråkiga personer såsom döva, dövblinda och hörselskadade.

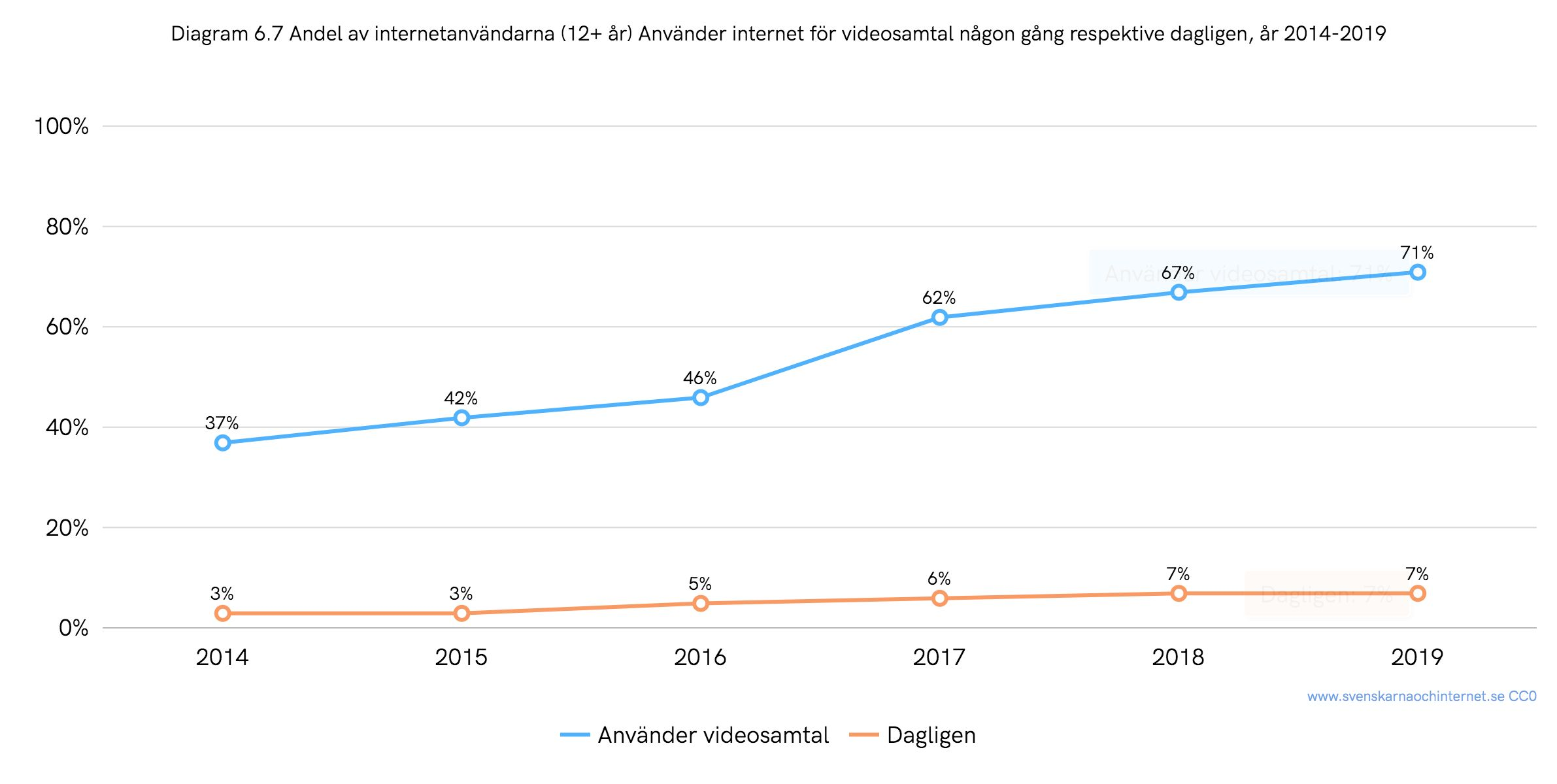
Andel av de svenska internetanvändarna (12+ år) som använder internet för videosamtal någon gång respektive dagligen, år 2014–2019.

En undersökning har visat att användningen av videosamtal och videochattar har ökat bland svenskarna under 2010-talet. År 2012 använde 30 procent av de svenska internetanvändarna videosamtal och år 2019 hade siffran ökat till 71 procent. Undersökningen visade även att det var mycket mer vanligt att använda videosamtal för personer som var födda utanför Norden. Det var 82 procent av dem som gjorde det någon gång och 16 procent dagligen. Under Coronapandemin 2020 fick videosamtal i Sverige ett uppsving i såväl arbetslivet som privatlivet till följd av den sociala distanseringen. En undersökning visade att 8 av 10 svenska internetanvändare videosamtalade någon gång under pandemin.

## Bildtelefon i populärkulturen
I SVT:s barnprogram Från A till Ö - en resa orden runt från 1974 presenterade huvudpersonen Hedvig (spelad av Birgitta Andersson) i första avsnittet den bildtelefon som hon har i sin bostad, en vagn i skogen. Under tv-seriens gång talar Hedvig återkommande med sin syster Harriet (spelad av Inga Gill) via denna bildtelefon.